# علي الطاهر
علي الطاهر إحدى القرى اللبنانية من قرى قضاء النبطية في محافظة النبطية. وهي خراب اليوم ولا يسكنها أحد. 

## لمحة تاريخية
- علي الطاهر هو قائد من جيوش المسلمين
- استشهد في الحروب ضد الصليبية ودفن على راس الجبل وله مقام ولا زال حتى اليوم
- قبل الحرب الإسرائيلية على لبنان كان اهالي النيطية الفوقا وكفرتبنيت يقومون بالزيارة للمقام بتوقيت زيارات ال النبي واهل بيته وخاصة زيارة اربعين الحسين اما الآن لا يستطيع الناس الزيارة بسبب القنابل العنقودية التي رمتها إسرائيل من 1977 حتى 2006
- ومن 1982 حتى 2000 اقامت اسرائيل وجيش لحد موقع عسكري بي المكان فغيرت معلم المقام

## الموقع
تقع مزرعة علي الطاهر على ارتفاع حوالي 600 متر، وهي جبل بين كفرتبنيت و النبطية الفوقا. 
كانت مسكونة قديما، لكنها اندثرت بفعل عوامل عدة ولم تعد مؤهلة، ومازلت الآثار والبيوت القديمة فيها.
تتبع مزرعة علي الطاهر إلى بلدة كفرتبنيت. 

## المساحة
مساحتها تعادل مساحة جبل علي الطاهر.

## السكان
يسكن في اطراف جبلها، بعض العائلات من بلدة كفرتبنيت في حي السيار والقرامة من آل فقيه وياسين وغيرها.

## معالمها
سمية ب «علي الطاهر» على اسم الولي الصالح المدفون فيها ومقامه موجود حتى الآن. 
كما يوجد فيها نبع مسمى بنبع عين الطهرة وبئر مياه قديم.